# Тенджера
Тенджера е дълбок домакински съд с плоско дъно и с две полукръгли дръжки и капак, който служи за варене на супи , чорби, каши, яхнии, тестени изделия, или приготвяне на манджи със сос. В тях могат да се варят картофи, моркови, всякакви зеленчуци, компоти, сосове, а също и ориз. Изработва се от метал – чугун, алуминий, или стомана. В миналото са били изработвани често от мед, след което се калайдисвали, за да не влиза храната в контакт с медта. И днес някои тенджери се изработват от мед, особено за професионалните кухни и готвачи и могат да имат една дълга дръжка вместо две малки. Съществуват и стъклени тенджери. Съвременен вариант на тенджерата са тенджерите под налягане. Някои тенджери могат да имат собствен електрически нагревателен елемент и функции за автоматично регулиране и изключване. Такива тенджери биват наричани "мулти-кукър" (от англ. multi-cooker).
Историята на съдовете за готвене преди развитието на керамика е минимална поради ограничените археологически доказателства. Най-ранните керамични съдове, датиращи от 19 600 + 400 BP, са открити в пещерата Хианрендонг, Дзянси, Китай. Керамиката може да е била използвана като съдове за готвене, произведени от ловци-събирачи. 